# Bjørn Helge Riise
Pour les articles homonymes, voir Riise.
Bjørn Helge Riise, né le 21 juin 1983 à Ålesund en Norvège, est un footballeur international norvégien qui évolue au poste de milieu de terrain ou d'arrière droit devenu entraîneur.
Son frère John Arne Riise est également footballeur.

## Biographie

### Débuts professionnels
Formé au Hessa IL, Bjørn intègre le Aalesund FK en 2000. Plusieurs clubs anglais feront des offres pour son transfert, mais elles seront repoussées par le club norvégien, notamment celles de Cardiff City et Manchester City. C'est pour cette raison qu'il refusera de prolonger pour rejoindre le Standard de Liège en 2003.

### Jupiler League
Auteur d'une saison 2003-2004 décevante au Standard, il est prêté la saison suivante au FC Brussels, où il réalise d'assez bonnes performances. Ce qui pousse le club à vouloir le conserver, toutefois un club norvégien lui fera une meilleure offre, le Lillestrøm SK.

### Lillestrøm SK
Bjørn retrouve le championnat norvégien en 2005 avec le Lillestrøm SK. Il y disputera cinq saisons pleines, avec 86 matchs et 10 buts. Ce qui attire de nouveau les regards des clubs anglais.

### Fulham FC
Riise rejoint le Fulham FC le 22 juillet 2009. Il y retrouve deux autres norvégiens, Brede Hangeland et Erik Nevland. Le transfert est estimé à 2 millions £. En quelques mois seulement, il est prêté à Sheffield United et à Portsmouth.

### Prêts successifs
Riise est ensuite prêt à Sheffield United en février 2011 et au Portsmouth FC en septembre 2011. 

### Retour au Lillestrøm SK
Le 28 juillet 2012, Bjørn Helge Riise fait son retour en Norvège, s'engageant en faveur du Lillestrøm SK.

### Sogndal Fotball
Le 15 août 2018, Bjørn Helge Riise rejoint le Sogndal Fotball. Il signe un contrat jusqu'à la fin de la saison, soit jusqu'en décembre 2018.

### Carrière internationale
Bjørn Helge Riise a obtenu sa première sélection contre Malte et inscrit son premier but en sélection contre la Bosnie-Herzégovine, le 17 octobre 2007.

## Palmarès
| - Lillestrøm SK - Coupe de Norvège - Vainqueur : 2007 |  | - Fulham FC - Ligue Europa - Finaliste : 2010 |